# Skuggahlíðarbjarg
Skuggahlíðarbjarg är en bergstopp i republiken Island. Den ligger i regionen Austurland, 400 km öster om huvudstaden Reykjavík. Toppen på Skuggahlíðarbjarg är 574 meter över havet.
Runt Skuggahlíðarbjarg är det mycket glesbefolkat, med 3 invånare per kvadratkilometer. Närmaste större samhälle är Neskaupstaður, nära Skuggahlíðarbjarg. Trakten runt Skuggahlíðarbjarg består i huvudsak av gräsmarker.